# ألدايير كينتانا
ألدايير كينتانا (بالإسبانية: Aldair Quintana) هو لاعب كرة قدم كولومبي في مركز حراسة المرمى، ولد في 11 يوليو 1994 في إيباغيه في كولومبيا. لعب مع أتلتيكو كالي.

## وصلات خارجية
- ألدايير كينتانا على موقع قاعدة بيانات كرة القدم.إي يو (الإنجليزية)
- ألدايير كينتانا على موقع Soccerway.com (الإنجليزية)
- ألدايير كينتانا على موقع عالم كرة القدم.نت (الإنجليزية)
- ألدايير كينتانا على موقع AS.com (الإسبانية)